# Мусанг азійський
Мусанг звичайний, мусанг малайський (Paradoxurus hermaphroditus) — вид ссавців родини віверових, що мешкає в Південній та Південно-Східній Азії і відомий своєю роллю при виробництві кави Копі Лювак.

## Опис

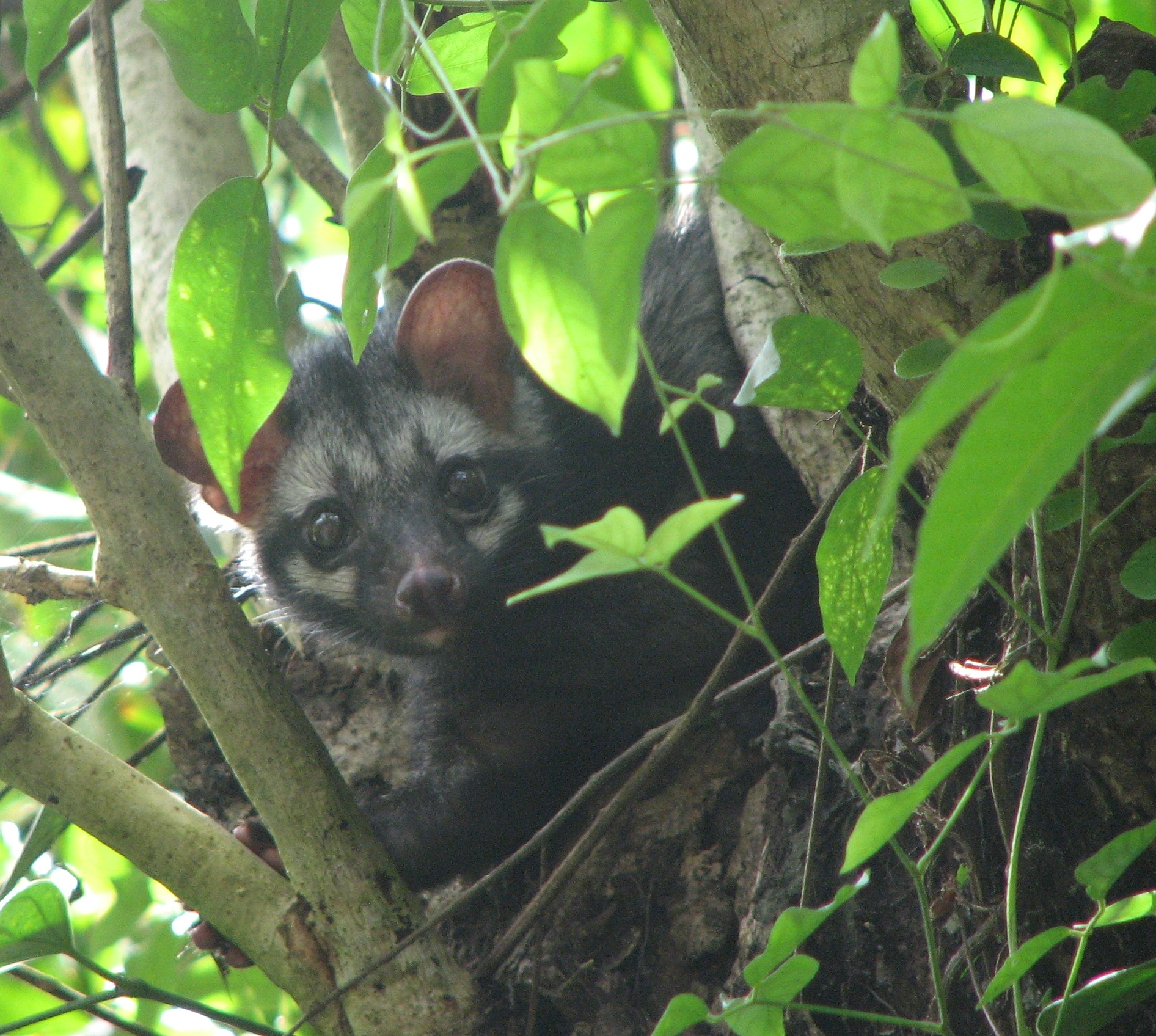
мусанг на дереві

Жорстка товста шерсть цього мусанга пофарбована в сірий колір. На спині чорні смуги, на плечах та боках вони переходять у окремі плями. Лапи, вуха і мордочка пофарбовані в чорний колір, на мордочці є білі візерунки. Епітет hermaphroditus був даний за залози, що нагадують яєчка і виділяють аромат, які є у представників обох статей. Довжина тіла цього мусанга становить від 48 до 59 см, довжина хвоста — від 44 до 54 см. Вага цієї тварини варіює від 2,5 до 4 кг.

## Поширення
Цей мусанг проживає по всій Південній і Південно-Східній Азії, його ареал охоплює Індію, Шрі-Ланку, південь Китаю, включаючи острів Хайнань, а також всю материкову частину Індокитаю і численні острови, такі як Суматра, Борнео, Ява та південні Філіппіни. На деяких малих островах тварини, ймовірно, є завезеними. До їхнього природного середовища належать тропічні ліси.

## Поведінка

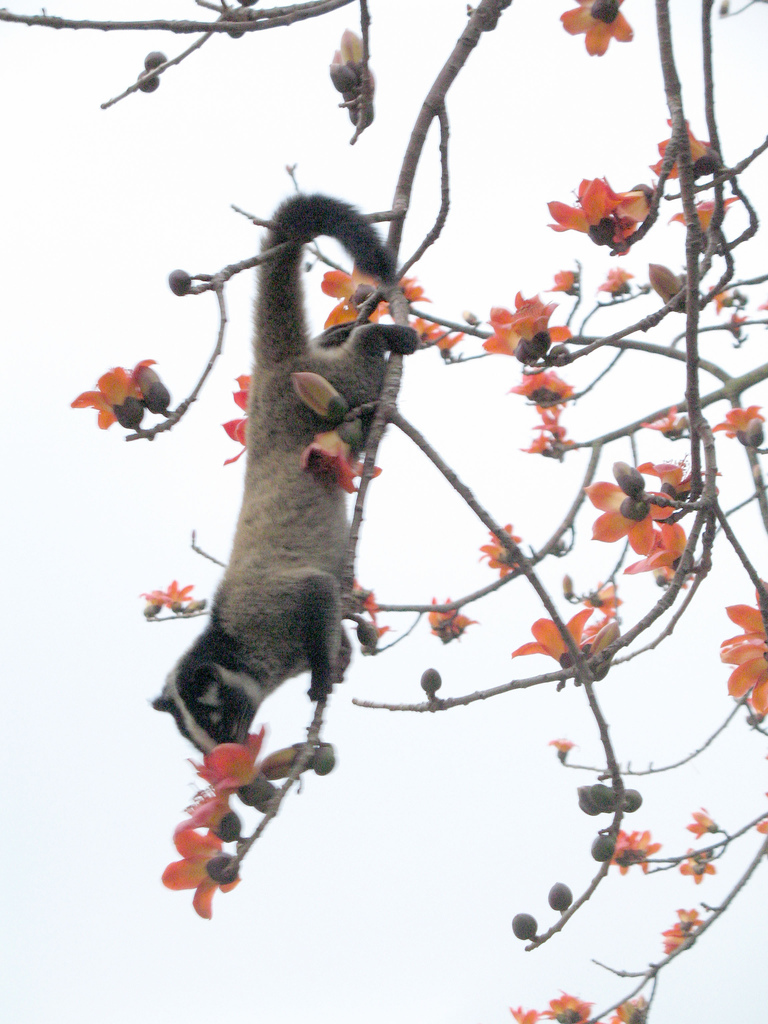
Мусанг на дереві

Як більшість віверових, цей мусанг активний виключно вночі. Він живе головним чином на деревах і вміє добре лазити. Вдень він спить у розвилках гілок або дуплах дерев. Поза шлюбним періодом він веде поодинокий спосіб життя. У деяких регіонах мусанги пристосувалися до життя поряд з людиною, обживаючи горища і стайні. Бувають випадки, коли вони завдають шкоди плантаціям кави. Як всеїдні тварини, вони шукають плоди, а також комах, кільчастих червів і пташині яйця. Іноді їм вдається добути птаха або звірка із родини вивіркових.
Після 60-денної вагітності самиця в дуплі народжує на світ від двох до п'яти дитинчат, які протягом року харчуються молоком. У неволі тривалість життя цього звіра може сягати 25 років.

## Генетика
Каріотип характеризується диплоїдним числом, 2n=42.

## Кава "Копі Лювак"
докладніше див. Копі Лювак
У Південно-Східній Азії за допомогою азійської пальмової цивети виготовляється відомий сорт кави Копі Лювак. Його назва походить від індонезійського слово копі, що означає кава, а також від місцевого назви азійської пальмової цивети. Ці тварини поїдають ягоди кави і виділяють їх майже без побічних речовин. У кишці ягоди кави під впливом певних ензимів піддаються ферментації, яка змінює смакові якості.

## Підвиди
У цього виду виділено досить багато підвидів
- P. h. balicus, P. h. bondar, P. h. canescens, P. h. canus, P. h. cochinensis, P. h. dongfangensis, P. h. enganus, P. h. exitus, P. h. hermaphroditus, P. h. javanica, P. h. kangeanus, P. h. laotum, P. h. lignicolor, P. h. milleri, P. h. minor, P. h. musanga, P. h. nictitans, P. h. pallasii, P. h. pallens, P. h. parvus, P. h. philippinensis, P. h. pugnax, P. h. pulcher, P. h. sacer, P. h. scindiae, P. h. senex, P. h. setosus, P. h. simplex, P. h. sumbanus, P. h. vellerosus.